# Nerorgasmo
I Nerorgasmo sono una band hardcore punk italiana attiva dalla prima metà degli anni ottanta fino agli inizi dei novanta a Torino, che proponeva un hc/punk cupo e dalle tematiche nichiliste. Assieme ad altri gruppi, quali Blue Vomit, Indigesti, Negazione, Declino, Peggio Punx, Atrox ed altri, hanno costituito la base della scena hardcore punk torinese e piemontese dell'epoca e furono esponenti di primo piano di quello che fanzine e riviste come Maximumrocknroll definirono Italian hardcore. Secondo Federico Guglielmi, i Nerorgasmo sono stati uno dei gruppi punk italiani più importanti e seminali. Il gruppo registrò due dischi: l'EP Nerorgasmo (1985) e l'album Nerorgasmo (1993). Le loro composizioni sono opera dei due componenti fondatori e permanenti, Luca Bortolusso (voce) e Simone Cinotto (chitarre).

## Storia
I Nerorgasmo nacquero nel 1983 dall'iniziativa di Luca "Abort" Bortolusso (voce), Simone Cinotto (appena rientrato dalla leva militare) (basso e chitarra) ed Enrico Falulera (batteria) dopo lo scioglimento dei Blue Vomit e brevi parentesi con gruppi meteora come i Nazifuckers o i Cani Putridi..
Autoprodussero un primo EP su 7", Nerorgasmo, contenente quattro pezzi (Nerorgasmo, Banchetto di lusso, Passione nera, Distruttore) nei quali Simone suonò sia il basso sia la chitarra, il bassista Fiorenzo Massera lasciò il gruppo prima della registrazione e poco dopo Enrico. L'uscita, inizialmente prevista per il Natale 1984, fu rimandata al febbraio del 1985.
Il gruppo trovò una formazione stabile subito dopo con Claudietto "Viet-Kong" Truglio (ex membro dei Kollettivo, gruppo punk attivo a Torino dai primi anni ottanta) alla batteria e Andrea "Pixipan" Giovine al basso. Registrarono altri 4 pezzi (Nato morto, Alla fine dell'impero, Una serata indimenticabile, Creatori falliti), sempre con Simone alla chitarra e al basso, con l'intenzione di incidere un altro EP.
Fu in quel periodo che il gruppo venne contattato da una manager che gli offrì un contratto discografico. Luca e Simone lo rifiutarono per non perdere il controllo diretto dell'immagine, delle musiche e dei testi della band, oltre al diritto di poter fare concerti alle loro condizioni in locali scelti da loro. Questa decisione portò ad una nuova rottura interna al gruppo, Claudio e Andrea se ne andarono e vennero sostituiti da Marina Zambelli al basso e Alessandro "Sandrino" Minetto alla batteria. Questa (Luca, Simone, Marina, Sandrino) è da considerarsi la formazione "classica" dei Nerorgasmo.
Nella primavera del 1986 i Nerorgasmo vennero invitati a Genova per suonare contro il Salone della Nautica. È qui che in Piazzale Ferrari, prima della ripartenza per Padova, dove dovevano suonare il giorno dopo, vennero aggrediti da un gruppo di skin neonazisti che si avventarono su Luca e dopo averlo malmenato, prima di fuggire a causa dell'arrivo della polizia, gli inflissero una coltellata alla gola suturatagli poi con dieci punti.
Nel 1986 Nerorgasmo fecero integralmente parte del Collettivo Avaria (ex collettivo Punx Anarchici), un movimento che raggruppava tutti quelli che cercavano uno spazio da autogestire e da utilizzare per fare concerti, suonando a varie occupazioni e manifestazioni. Nel 1987 dal collettivo Avaria scaturì l'occupazione dell'ex asilo infantile di Robilant, che divenne El Paso Occupato. In quel periodo crebbero le tensioni interne al gruppo, Sandrino se ne andò, sostituito da Maurizio Plancher "il Gatto", dopo aver partecipato alla registrazione di un LP incompiuto, con Frank e Oliver (ex Kollettivo, Bedbois e CCC CNC NCN) ai suoni. I brani rimasti dalla sessione sono Ansia, Nello specchio, Creatori falliti, Mai capirai e Io mi amo.
Da allora in poi le apparizioni live dei Nerorgasmo, furono limitate non dalla mancanza di occasioni, ma dai problemi interni.
Il 26 aprile 1987, compleanno di Luca, i Nerorgasmo fecero quello che doveva restare per alcuni anni il loro ultimo concerto in Via Cigna a Torino (l'attuale Spazio 211).
Ritrovatisi dopo l'estate, Luca e Simone continuarono a suonare insieme formando gli Ifix Tcen Tcen, gruppo che oltre a composizioni originali hardcore proponeva cover HC di pezzi disco e di altri generi, e che produsse due LP usciti per la TVOR On Vinyl: Liquid Party (1988) e Oltre la collina (1989).
Nel 1993 i Nerorgasmo si riunirono, con, oltre a Luca e Simone, Marco Klemenz (Animal Rage, This Evol Taste, Jester Beast) al basso e Francesco Dilecce(Pikkio) alla batteria. Con questa formazione fecero alcuni concerti e registrarono l'omonimo LP, Nerorgasmo, contenente 18 brani con Tino Paratore all'Acqualuce Studio di Alpignano.
Durante il live del 1993 ad El Paso Occupato, Luca Abort per provocazione si travestì da nazista e pronunciò questo discorso:
Tra il 1994 e il 1998 Simone Cinotto entrò a far parte dei Fluxus, con cui registrò due album, Vita in un pacifico nuovo mondo (1994) e Pura lana vergine (1998).
L'8 settembre 2000 a Torino in via Ozanam 10 Luca Abort morì per overdose da eroina.

### Dopo la morte di Abort

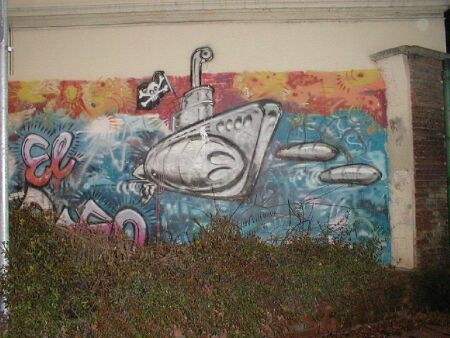
Il graffito di Luca Abort al Fenix

Oltre all'attività di cantante dei Nerorgasmo Luca Abort era anche fotografo e disegnatore. Tra i suoi lavori era particolarmente famoso il graffito realizzato sulla palazzina Fenix dei Giardini Reali di Torino: l'U-Boat sventolante la bandiera pirata che lanciava i siluri della cultura sottomarina contro le corazzate del grigiore istituzionalizzato. Il graffito fu cancellato nel 2006, quando il Fenix fu sgomberato assieme alle altre case occupate, la Rosalia e l'Alcova, che si trovavano in c.so San Maurizio.
L'11 febbraio 2012 i componenti dei Nerorgasmo (ultima formazione), Simone, Marco e Francesco Dilecce (Pikkio), si sono riuniti per un concerto-benefit di raccolta di fondi per spese legali di anarchici arrestati in ricordo di Luca a El Paso Occupato. Quattro cantanti si sono alternati sul palco, spartendosi le canzoni alla voce: Franz Goria dei Fluxus, Sdro dei Kollettivo e Plastination, Ricu degli Inquietudine e Gigio (Luigi Bonizio), già cantante degli Arturo e Church Of Violence (C.O.V.).
Simone, Marco, Francesco Dilecce e Gigio poco dopo hanno fondato i Via Luminosa, il cui primo disco, omonimo, è uscito nell'aprile 2013.
Il 18 giugno 2016 si esibiscono all'App Colombofili di Parma con Simone Cinotto, Marco Klemenz, Francesco Dilecce e Luigi Bonizio e Franz Gorla alle voci, supportati da Infamia, Pisciosangue, Hate & Merda e Shenanigans. Replicano il seguente 11 novembre esibendosi al No Cage di Prato, preceduti da Angry Punx, Pisciosangue, Quiet Pig e Marnero. Per l'occasione hanno cantato sul palco insieme ai Nerorgasmo: Luigi Bonizio degli Arturo e Franz Goria dei Fluxus. Altre date sono state effettuate anche dopo tali concerti.
Il 16 dicembre 2018, tramite la loro pagina Facebook, i Nerorgasmo annunciano la morte del bassista Marco. La sorte del gruppo è ancora ignota, così come le circostanze della perdita di Marco.

## Formazione

### Ultima formazione
- Luca "Abort" Bortolusso - voce (1983-1987 e 1993)
- Simone Cinotto - chitarra (1983-1987 e 1993)
- Marco Klemenz - basso (1993)
- Francesco Dilecce (Pikkio) - batteria (1993)

### Altri componenti
- Marina "Marna" Zambelli - basso (1986-1987)
- Alessandro "Sandrino" Minetto - batteria (1986-1987)
- Maurizio Plancher "il Gatto" - batteria (1987)
- Claudietto Truglio "Viet-Kong" - batteria (1985-1986)
- Andrea Giovine "Pixipan" - basso (1985-1986)
- Fiorenzo Massera - basso (1984)
- Enrico "Kriminal" Falulera - batteria (1983-1985)

## Discografia

### Album in Studio
- 1993 - Nerorgasmo (El Paso)

### Album dal vivo
- 1993 - Live El Paso (El Paso)

### Raccolte
- 2011 - Nerorgasmo
- 2013 - Passione nera: discografia 1985-1993 (F.O.A.D. Records)

### EP
- 1985 - Nerorgasmo

### Partecipazioni
- 1986 - Notti di storie tese a Pinerolo